# Cantó d'Arques
El cantó d'Arques és un cantó francès del departament del Pas de Calais, situat al districte de Saint-Omer. Té 5 municipis i el cap és Arques.

## Municipis
- Arques
- Blendecques
- Campagne-lès-Wardrecques
- Helfaut
- Saint-Omer (part)

## Història
| Data d'elecció                           | Identitat     | Partit | Qualitat |
| ---------------------------------------- | ------------- | ------ | -------- |
| 1985-                                    | Michel Lefait | PS     |          |
| les dades anteriors no són pas conegudes |               |        |          |
|                                          |               |        |          |